# Dischidiopsis
Dischidiopsis là chi thực vật có hoa trong họ Apocynaceae.
Chi này phân bố tại Philippines và New Guinea, trong đó 1 loài (D. papuana) là bản địa New Guinea, tất cả các loài còn lại là đặc hữu Philippines.

## Các loài
- Dischidiopsis carinata Schltr., 1915
- Dischidiopsis copelandii (Schltr.) Schltr., 1915
- Dischidiopsis imberbis Schltr., 1915
- Dischidiopsis incrassata Schltr., 1915
- Dischidiopsis luzonica Schltr., 1915
- Dischidiopsis mariae Schltr., 1915
- Dischidiopsis papuana (Warb.) Schltr., 1904
- Dischidiopsis parasitica (Blanco) Merr., 1918